# 弗兰克·布雷热
弗兰克·布雷热（英語：Frank Brazier，1934年2月24日—2021年5月10日），澳大利亚男子自行车运动员。他曾代表澳大利亚参加1958年大英帝国和英联邦运动会自行车比赛，获得一枚银牌。他也曾参加1956年和1960年夏季奥林匹克运动会。